# Медівська сільська рада
| Медівська сільська рада — колишній орган місцевого самоврядування у Оратівському районі Вінницької області з адміністративним центром у с. Медівка. Сільській раді підпорядковані населені пункти: - с. Медівка |

## Склад ради
Рада складалася з 14 депутатів та голови.

## Керівний склад сільської ради
| ПІБ                          | Основні відомості                                                                                                | Дата обрання | Дата звільнення |
| ---------------------------- | --- | ------------ | --------------- |
| Коломієць Віталій Васильович | Сільський голова, 1966 року народження, освіта, член Української Народної Партії                                 | 26.03.2006   | 31.10.2010      |
| Коломієць Віталій Васильович | Сільський голова, 1966 року народження, освіта середня спеціальна, член Всеукраїнського об'єднання «Батьківщина» | 31.10.2010   |                 |

Примітка: таблиця складена за даними джерела